# Marac (Trinidad y Tobago)
Marac es una localidad de Trinidad y Tobago, que forma parte de la región de Princes Town.

## Geografía
La localidad abarca parte de la isla Trinidad y limita al norte con Basseterre, al sur con el canal de Colón, al este con La Savanne, Bon Jean y La Lune y al oeste con Penal Rock Road (localidad perteneciente a la región de Penal-Debe).

## Demografía
Datos demográficos de la localidad de Marac:
| Gráfica de evolución demográfica de Marac entre 2000 y 2011 |
|                                                             |